# Byappanahalli, Chik Ballapur
Byappanahalli là một làng thuộc tehsil Chik Ballapur, huyện Kolar, bang Karnataka, Ấn Độ.